# Franciszek Stemplowski
Franciszek Stemplowski (ur. 30 stycznia 1936 w Miedarach, zm. 4 marca 1996) – polski piłkarz grający na pozycji napastnika. Wieloletni zawodnik Odry Opole.

## Życiorys
Karierę piłkarską rozpoczął w klubie LKS Orzeł Miedary, skąd następnie przeniósł się do Polonii Nysa.
W 1954 roku wraz ze swoim kolegą z ataku Engelbertem Jarkiem przeniósł się do Odry Opole, gdzie przez 10 lat był jednym z najważniejszych zawodników „Niebiesko-Czerwonych”. Już w pierwszym sezonie w Odrze Opole 1955 Franciszek Stemplowski awansował z zespołem do ekstraklasy. W sezonach 1956, 1957 Stemplowski z Odrą Opole zajmował odpowiednio 7. i 10.miejsce w tabeli ligowej. W sezonie 1958 musiał przeżyć z zespołem spadek do II ligi, ale w sezonie 1959 zespół prowadzony przez Teodora Wieczorka ze Stemplowskim w składzie ponownie wszedł do piłkarskiej elity.
W sezonie 1960 był z zespołem bliski zdobycia mistrzostwa kraju, ale porażka z Gwardią Warszawa 0:2 pozbawiła opolan tytułu. W sezonie 1962 Franciszek Rokitnicki był bliski zdobycia z Odrą Opole brązowego medalu, ale Odra Opole przegrała dwumecz z Zagłębiem Sosnowiec (0:1, 1:0) w wyniku większej liczby punktów w rozgrywkach grupowych, ale nie przeszkodziło to w zdobyciu 3.miejsca w Pucharze Polski. sezonie 1963/1964 był najlepszym sezonem w historii Odry Opole, gdyż zajął z nią 3.miejsce w tabeli oraz dotarł do półfinału Pucharu Intertoto.
Po sezonie 1963/1964 Franciszek Stemplowski odszedł z klubu. Rozegrał w ekstraklasie ponad 120 meczów i strzelił 10 goli.

## Sukcesy
- 3.miejsce w ekstraklasie: 1964
- 3.miejsce w Pucharze Polski: 1962
- Półfinał Pucharu Intertoto: 1964